# Аполье (Смоленская область)
 Аполье — деревня в Смоленской области России, в Смоленском районе. Население —321 житель (2007 год). Расположена в западной части области в 27 км к северу от г. Смоленска, на берегах реки Ополенка в 22 км севернее автомагистрали М1 «Беларусь».
Входит в состав Вязгинского сельского поселения. В деревне есть следующие улицы: Ефимова, Заречная, Лесная, Молодёжная, Садовая, Спортивная, Центральная. Автобусное сообщение со Смоленском.

## История
В прошлом владельческое село в Духовщинском уезде. Впервые упоминается в 1671 году, как отошедшая в наследство князю Андрею Яковлевичу Друцкому-Соколинскому, служившему у Петра I стольником, а впоследствии воеводой, вотчина. Его дед Афанасий, бывший до 1654 года на службе у Польского короля, получил за помощь во взятии Смоленска эту вотчину от русского царя Алексея Михайловича. Сын Андрея Яковлевича Иван Андреевич, бывший смоленским вице-губернатором основал в 1760-х годах усадьбу с каменным домом с флигелями. В 1753 году им была построена церковь Вознесения. Впоследствии усадьба перешла во владение Петру Васильевичу Энгельгардту, который в 1886 году построил в селе церковно-приходскую школу.
В 1918 году имение национализировали. В усадебном доме располагалась коммуна, затем проживали белорусские беженцы, затем была устроена больница. В настоящее время сохранились остатки парка, озеро, пустующий усадебный дом, полуразрушенная церковь.
В 1881 году в деревне родился первый русский лётчик М. Н. Ефимов.

## Экономика
Сельхозпредприятие «Аполье» перестало существовать в 2004 году, средняя школа закрыта в 2012 году, детский сад закрыт в 2015 году, медпункт, почта, магазины.

## Достопримечательности
Руины Крестовоздвиженской церкви.